# 蜂須賀虎徹
蜂須賀虎徹（平假名：はちすかこてつ），是日本江戶時代長曾禰興里虎徹所作的打刀。由於虎徹的名聲在江戶時代過於響亮，坊間的贗品之多，甚至有「只要看到虎徹的刀作，就得直接把它作贗品」的形容。但這把傳至德島藩蜂須賀家的打刀，是不折不扣的虎徹真跡。
大名所私藏的寶物，一般又稱為「御家名物」，蜂須賀虎徹便是御家名物中的一把，包括柄頭、刀鐺、下緒結繩等，整把刀都統一為金色，是一把擁有豪華刀拵外裝的名刀。
這把蜂須賀虎徹也以刀刃鋒利為聞名，從其裁斷銘便可見到試刀的記載。刀莖的金象嵌銘刻有「寬文武年乙巳霜月十一日弐ツ胴裁斷 山野加右衛門永久」，意思是1665年，曾用此刀一起斬斷兩具重疊的屍體。